# Salwar kameez

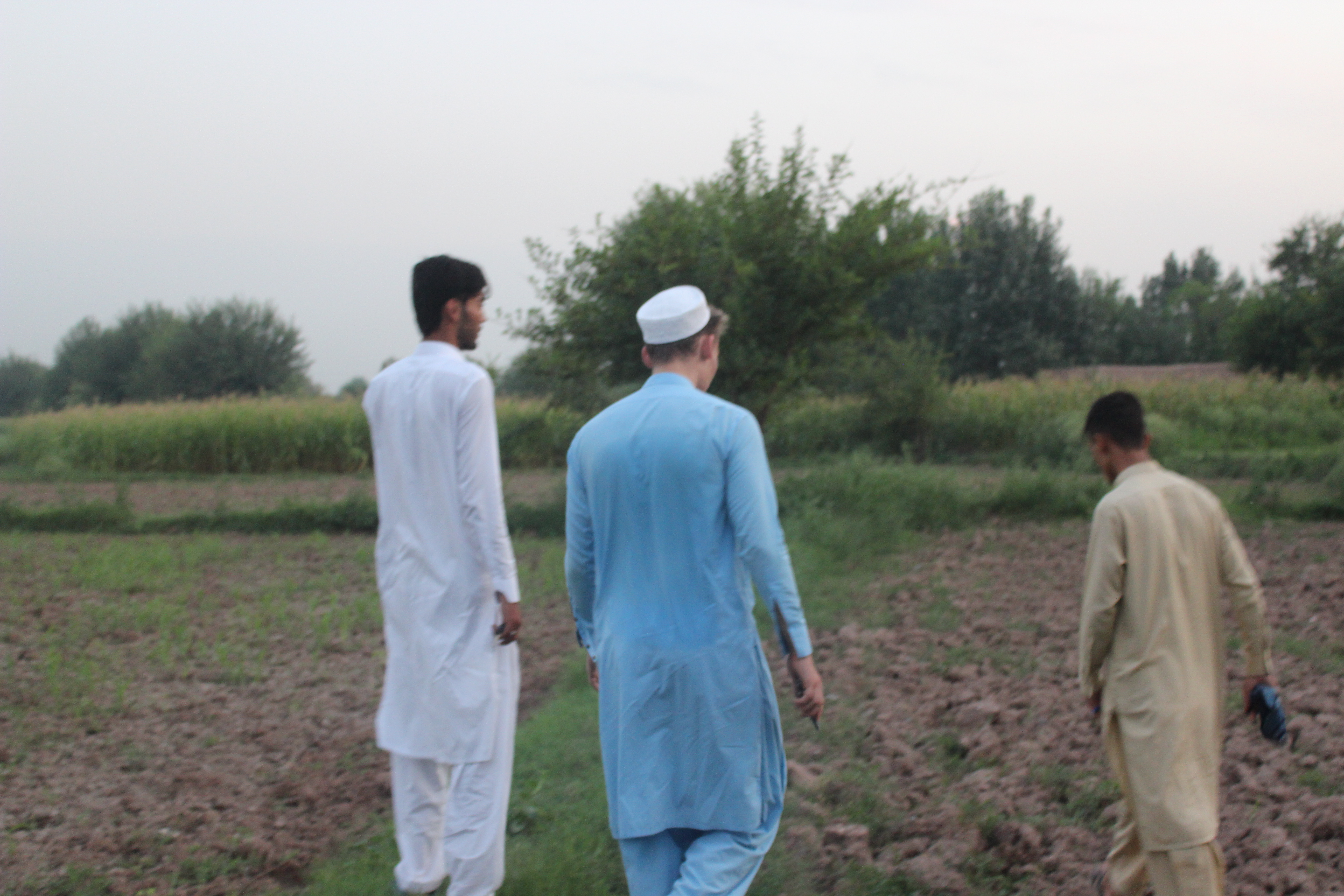
Salwar kameez gedragen in Pakistan

Een salwar kameez is de gebruikelijke kleding die wordt gedragen door mannen en vrouwen in Zuid-Azië, met name in Pakistan en India.
Het bestaat uit twee delen:
- De kameez (Arabisch: qamis), een lang shirt dat valt tot op de knie
- De salwar, een wijde broek, tot op de enkels

De salwar kameez kan worden gemaakt van katoen en linnen. Ze zijn er in verschillende stijlen. Dameskleding is bijvoorbeeld voorzien van veelkleurige borduursels. Mannen kunnen het combineren met een klein vest, vrouwen dragen er vaak een zwierige sjaal (dupatta) bij.